# Hendrik van Leuven-Gaasbeek

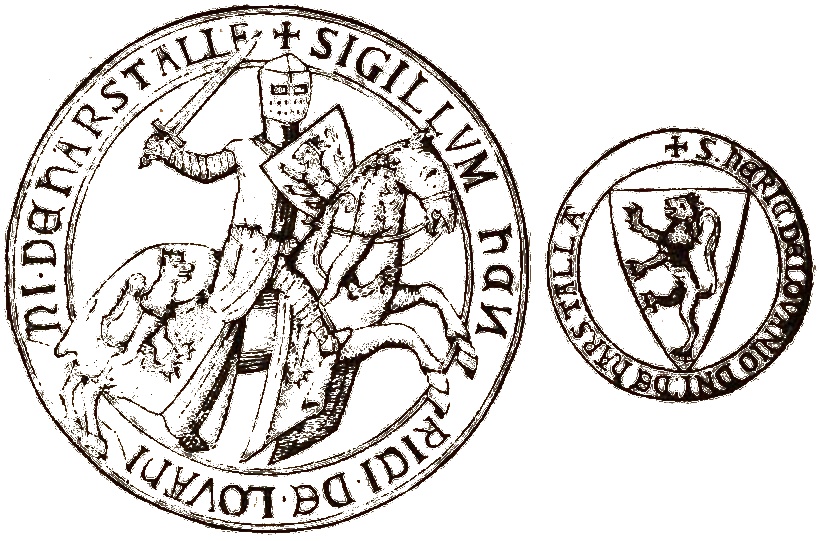
Zegel van Hendrik van Leuven op een brief uit 1273.

Hendrik van Leuven-Gaasbeek (ca. 1245 - 1 maart 1285) was de heer van Gaasbeek, Herstal en Baucignies.
Hij was de oudste zoon van Godfried van Leuven-Gaasbeek en diens tweede vrouw, Maria van Oudenaarde, dochter van Arnoud, heer van Oudenaarde en Pamele en zijn vrouw Alix de Rosoy.
Na de dood van Hendrik III van Brabant, vochten hij, Otto II van Gelre en Hendrik I van Hessen om de voogdij over diens jonge zonen, maar het was uiteindelijk hun moeder Aleidis van Bourgondië die de voogdij over haar zoon Hendrik IV van Brabant en nadien over Jan I van Brabant wist in handen te krijgen.
Rond 1275 bezat hij als pandheer Breda.
In 1284 zou hij samen met zijn broer Arnoud van Diest in het kader van de strijd om de tweeherigheid van Maastricht hebben gevochten. Hij zou overlijden toen hij samen met Jan I van Brabant optrok tegen Peter III van Aragón tijdens de zogenaamde Aragonese Kruistocht.
Hij trouwde rond 1260 met Isabella van Beveren (ca. 1240 - ca. 1308), dochter van Dirk van Beveren en Marguerite de Brienne, en had met haar de volgende kinderen:
- Maria van Leuven-Gaasbeek (voor 1264 - ca. 1323), vrouwe van Wolfshagen, die voor 1284 trouwde met ridder Arnoldus van Heelbeke;
- Jan 'Tristan' van Leuven-Gaasbeek (voor 1264 - 8 februari 1309/17 juni 1311), die rond 1298 trouwde met Felicitas van Luxemburg, dochter van Hendrik VI van Luxemburg.
- Johanna van Leuven-Gaasbeek (ca. 1287 - ca. 1319), die op 7 juni 1302 trouwde met Gerard I van Horne (ca. 1281 - 18 februari 1331), zoon van Willem II van Horne en Agnes van Perwijs.